# Sengokuperiode
De Sengoku-periode (Japans: 戦国時代; sengoku jidai) was een tijd van binnenlandse crises, oorlogvoering en sociale chaos in Japan, van mid-15e eeuw tot in het begin van de 17e eeuw. Het was een periode waarin drie eenmakers van Japan elkaar opvolgden tot de uiteindelijk overwinning door Tokugawa Ieyasu en de vestiging van het Tokugawa-shogunaat, dat heerste van 1603 tot de Meiji-restauratie in 1868. 
Een apart verschijnsel van deze periode is dat er een aantal onderbrekingen zijn geweest met als voornaamste de Imjin-oorlog (ook wel Hideyoshi's veroveringen van Korea genoemd) tussen Japan en de landen Korea en Ming-China. Toch hadden de gebeurtenissen in deze onderbreking een sterke invloed op de sterke machtswisselingen in het land.

## Bekendedaimyo

### De drie "eenmakers van Japan"
- Oda Nobunaga
- Toyotomi Hideyoshi
- Tokugawa Ieyasu

### Overigen
- Akechi Mitsuhide
- Date Masamune
- Hojo Ujiyasu
- Honda Tadakatsu
- Mori Ranmaru
- Saika Magoichi
- Sanada Yukimura [ja]
- Shimazu Ujihisa
- Takeda Shingen
- Uesugi Kenshin

## Hedendaagse cultuur
- De Koei PS2-spellen Samurai Warriors 1 en Samurai Warriors 2 zijn gebaseerd op deze periode.
- Het computerspel Total War: Shogun 2 speelt zich af in deze periode.
- Het computerspel Sekiro: Shadows Die Twice van From Software is losjes gebaseerd op deze periode.
- Het computerspel Assassin's Creed Shadows speelt zich af aan het eind van de Sengokuperiode.